# Lyra

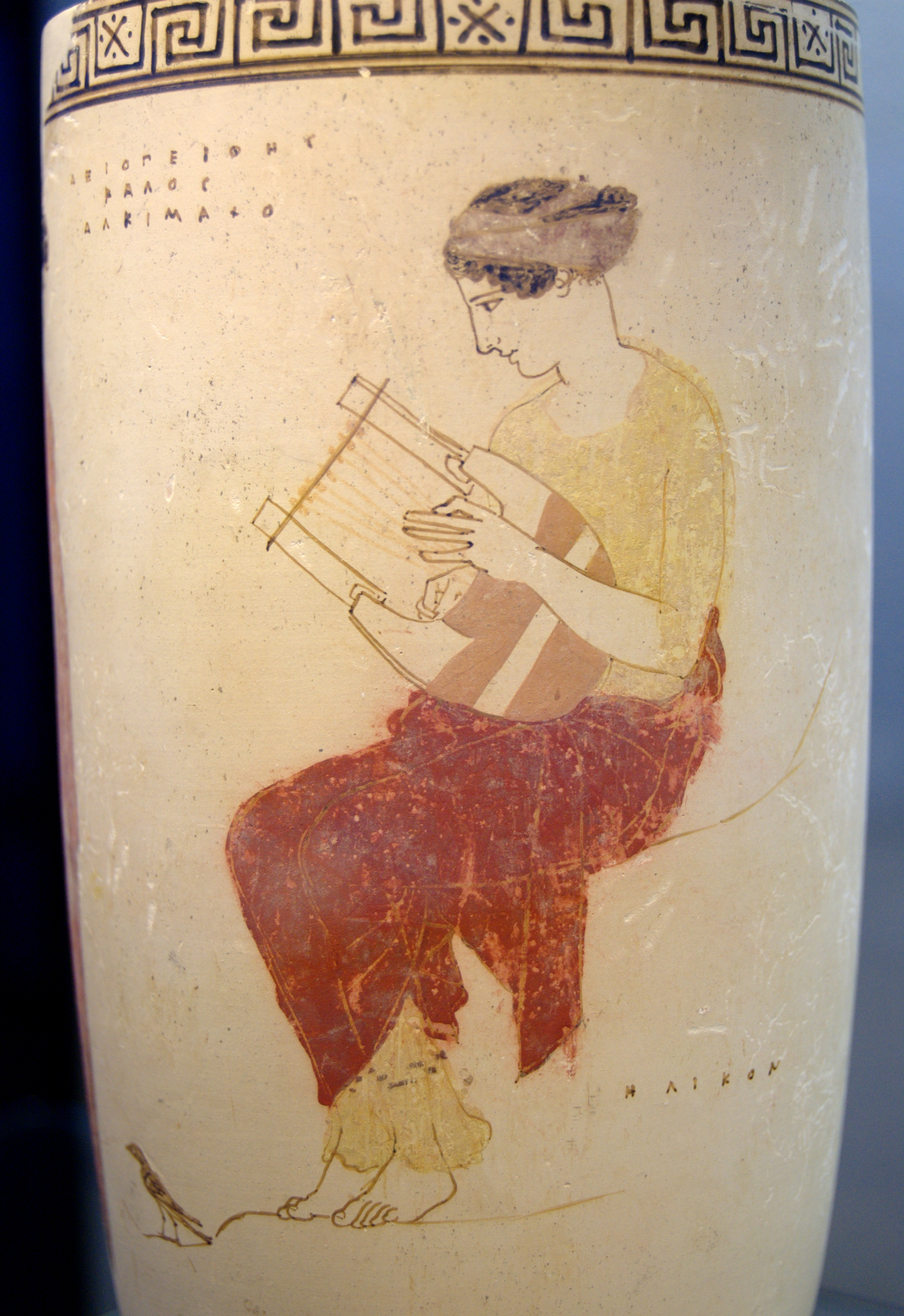
Váza s múzou hrající na lyru

Lyra (z řeckého λύρα - Lyra) je strunný hudební nástroj, dobře známý pro jeho použití v klasickém starověku a později. Lyra je vzhledem podobná malé harfě, ale jsou v nich rozdíly. Lyra je strunný hudební nástroj známý svým rozšířením v klasické antice, kde doprovázela recitace starých Řeků. Patří mezi chordofony neboli strunné nástroje. Někteří odborníci ji řadí do rodiny citer. Má dlouhý jemný chvějivý tón, který stejně jako u ostatních lyr doznívá v samotném nitru člověka. Při hraní je užíváno nejen prstů, ale i tepátka (pléktron).

## Stavba
Lyra sestává z dutého těla a dvou do oblouku zahnutých ramen, která z něj vycházejí. Mezi těmito rameny je další příčka, na které jsou napnuty struny, přičemž nejhlubší struna je nejdále od hráče. Dříve se tělo vyrábělo z želvího krunýře. Počet strun na klasické lyře měnil v různých epochách, a případně v různých lokalitách – čtyři, sedm a deset byla oblíbená čísla. Želví krunýř zůstal příhodnou i ozdobnou půdou ozvučnou, jen upravení se zdokonalilo. Dříve se dva rohy kozy neb sajgy vetkly se do předních přirozených dvou otvorů skořepiny, tvoříce takto ramena lyry, spojily se svrchu příčkou, strunníkem, na němž se přivázaly struny, jež se dole připevnily na rovnou, plochou kobylku.

## Historie
Podle starověké řecké mytologie lyru vytvořil mladý bůh Hermés z krunýře velké želvy. Struny lyry vyrobil ze střev poražené krávy z Apollónova posvátného stáda, které předtím ukradl. Když nakonec Apollón objevil, kdo ukradl jeho stádo, byl natolik okouzlen zvukem lyry, že Hermovi všechno odpustil. Lyry byly spojeny s Apollónskými ctnostmi mírnosti a rovnováhy (oproti dionýsovským Panovým flétnám, které vyjadřovaly extázi a oslavy). Původ lyry není jistý, jako možná místa zrodu nástroje bylo navrženo mnoho lokací v jižní Evropě, západní Asii nebo severní Africe. Lyra měla většinou sedm strun a držela se podobně, jako dnešní kytara. Postupně se lyra vyvíjela (a ještě určitě vyvíjí) a dnes už vypadá úplně jinak než původně.

## Technika hry
Lyra měla většinou sedm strun a držela se podobně, jako dnešní kytara. Při hraní je užíváno nejen prstů, ale i tepátka (pléktron). Tón vzniká chvěním struny, kdy je rozvibrován vzduch. Struna se rozeznívá buď drnkáním nebo smyčcem, přičemž zkracováním struny se provádí regulace výšky tónu a způsobem nátisku se vytváří "barva" zvuku.

## Ladění
Dříve se ladilo klíčem. Ladění nástrojů je prováděno pomocí kolíků, kterými se zvyšuje nebo snižuje hloubka základního tónu struny.